# Hopsin
Markus Žamal Hopson, poznatiji kao Hopsin, je američki reper, producent, tekstopisac, glumac i režiser.
Trenutno se nalazi u svojoj izdavačkoj kući Funk Volume za koju je izdao tri albuma: "Raw" (2010), "Knock Madness" (2013) i "Pound Syndrome" (2015)
Poznat je po svojim belim sočivima za oči, skejtbordingu, kao i po tome da je prva dva albuma za Funk Volume uradio u jednom malom podrumu sam praveći beat-ove, pišući i snimajući pesme i praveći omot za oba albuma.
Trenutni studio mu se nalazi u jednoj od soba u njegovom stanu.
Hopsin se proslavio sa sva tri albuma koja je izdao (ukupno je izdao četiri + jedan poseban projekat sa SwizZz-om, ali svoj prvi projekat iz 2009. ne ubraja u svoju diskografiju) i sa brojnim singlovima kao što su "Sag My Pants", "Hop Is Back", "How You Like Me Now", "Crown Me"... ali i sa serijom pesama nazvanom "Ill Mind Of Hopsin" (engl. za bolestan um Hopsina) koji trenutno ima sedam delova, od kojih su poslednja četiri najpopularnija.
Sam je izjavio da mu je Eminem omiljeni reper, što se vidi po njegovom stilu kao i po brojnim fristajlovima izvođenim na Eminemovim beatovima.

## Detinjstvo
Rodjen je u Los Anđelesu, 18. jula 1985. godine, a odgajan je u gradu Panorama siti. Pohađao je Srednju školu "James Monroe". Skejtbording mu je od malena bio omiljeni hobi, dok nije otkrio hip-hop. Kako je sam rekao: "Kupio sam mikrofon, nabavio Fruity Loops i počeo sa radom". U to vreme je i dodao bela sočiva svom stajlingu. 2003. godine je izdao projekat nazvan "LAUSD Result". Kasnije, iste godine, izdao je album "Emurge". Nijedan od albuma nije pušten u nikakvu vrstu prodaje, i teško se pronalaze, i baš zbog toga se ne ubrajaju u diskografiju.

## Karijera

### 2007—2009: Ruthless Records i osnivanje Funk Volume
Hopsin je u početku potpisao za "Ruthless Records", izdavačku kuću koja je nekada pripadala Eazy-E-u, poznatom po rep karijeri u grupi NWA. Hopsinov prvi single "Pots and Pans In The Kitchen" je izdat maja 27. 2008. godine. Album je trebao da bude samoproducentski i da ne sadrži kolaboracije sa ostalim reperima. Medjutim, njegov album je izašao u oktobru 2009. godine, i "Ruthless" uopšte nije reklamirao njegov projekat. Ubrzo potom je napustio tu izdavačku kuću, zbog loše finansije, ponuda i promocije. Organizacija kuće se i vidi po užasnom kvalitetu prvog albuma, koji je nazvan "Gazing At The Moonlight". Hopsin danas ne priznaje taj projekat kao zvaničan, samo zato što je izdat pod oznakom "Ruthless"-a. Naime, po njemu i njegovoj pesmi "Sag My Pants", bio je plaćen 500 dolara kada je potpisao ugovor. Ubrzo potom je osnovao svoju izdavačku kuću, "Funk Volume". Prvi umetnik koji je potpisao za nju je bio mladji brat koosnivača, i Hopsinov srednjoškolski prijatelj, SwizZz. Da bi promovisali kuću, izdali su besplatan projekat "Haywire" na datpiff.com koji je nagradjen zlatnom nagradom, zbog 100.000 preuzimanja. Kasnije je taj projekat prodavan na iTunes i Amazon prodavnicama. To su hteli i ranije da urade, ali nisu mogli zato što je Hopsin i dalje imao ugovor sa starom izdavačkom kućom.

### 2010—danas: Raw, Knock Madness, Ill Mind, Pound Syndrom i popularnost
U 2010. godini, Hopsin je izdao svoj prvi singl pod svojom izdavačkom kućom nazvan "Nocturnal Rainbows". Ubrzo potom je izdao i drugi singl nazvan "Sag My Pants" koji je do današnjeg dana jedna od najpopularnijih Hopsinovih pesama, sa preko 30 miliona pregleda na YouTube. U toj pesmi, Hopsin napada poznate repere kao što su Lil Wayne, Drake, Soulja Boy, Rick Ross, Lupe Fiasco kao i vlasnicu "Ruthless"-a, Tomiku Rajt. Njegov drugi, to jest po njemu ; prvi, album je nazvan "Raw" (engl. za "sirov", korišćeno kao metafora u repu za dobrog repera) a zatim je i išao na promotivnu turneju.
U 2011, izdao je prvi popularni deo svog "Ill Mind" serijala, četvrti. Ranije je napravio tri dela, ali nijedan od njih nije bio toliko popularan kao četvrti, a kasnije je izdao i peti koji je i njegov najpopularniji singl.
Pojavio se u pesmama drugih izvođača, za vreme kad je pravio svoj treći album, "Knock Madness". U to vreme je i izdao peti deo "Ill Mind" serijala, u kojem opisuje probleme na našoj planeti i proziva sve poznate repere. Ubrzo je i izdao šesti deo "Ill Mind" serijala, koji je posvećen njegovom prijatelju. To je prvi "Ill Mind" koji je bio singl sa albuma. Novembra 26. 2013. je izdao "Knock Madness", sa dva singla. Već pomenuti "Ill Mind" ali i drugi singl nazvan "Hop Is Back" koji je posle 12 sati premijere dobio preko milion pregleda.U pesmi je Hopsin prozivao neke repere, uključujući Kanye West-a, Kendrick Lamar-a i Lil Wayne-a. "Knock Madness" je dobio pozitivne kritike, sa puno mračnog humora i dubokih misli.
Treći singl sa ovog albuma se zove "Rip Your Heart Out" koji je kolaboracija sa poznatim reperom, Tech N9ne, sa kojim je uradio kolaboraciju "Am I A Psycho?" koja ga je i prvi put dovela na MTV kanal. Spot za pesmu je snimljen i dugo najavljivan, ali on je sam rekao da ne želi još uvek da ga postavi, iako je potpuno završen. Pesma pokazuje tekstopisne veštine obadva repera, kao i neverovatan flou obojice.
Četvrti singl je "I Need Help" koji je i dobio svoj spot. Pesma govori o njegovim strahovima i njegovim dubokim mislima, i o tome kako fanovi kontrolišu njegov život.
Krajem 2014. , na Fejsbuk i Instagram profilu, Hopsin je objavio fotografiju sa aerodroma uz koju je napisao da se povlači iz muzičke industrije. Dve nedelje nakon toga, objavio je video na svom YouTube kanalu u kojem je obavestio fanove da je u pitanju bila šala i najavio je novi album "Pound Syndrome", koji je izašao 24. jula 2015. Sam video je aluzija na film "Glupan i tupan" (Dumb And Dumber)
Prvi singl sa albuma - "Ill Mind Of Hopsin 7" je nastavak u "Ill Mind" serijalu. Pesma govori o Hopsinovom mišljenju o Bogu i religiji, kao i realizaciji da je postao agnostik. Izašao je zajedno sa spotom 18.07.2014. godine.
Drugi singl sa albuma - "Crown Me" je izašao 31.05.2015, ujedno sa video spotom, u kojem se nalaze ostali članovi Funk Volume-a i brojni drugi ljudi. Pesmu prati zarazna, trep, matrica uz koju Hopsin repuje o repu kakav je sad trenutno. 
Treći singl, "Fly", izašao je 08.07.2015. ujedno sa video spotom. Sama pesma je procurela na internet nedelju dana ranije, u usporenoj verziji. Pesma govori o društvu kakvo je danas. 
1. jula je izašao i sam "Pound Syndrome" , sa 11 novih pesama, i tri prethodno izdate koje služe kao singl. Na albumu gostuju Dizzy Wright, SwizZz i Jarren Benton - svi iz Funk Volume-a.

Album je dobio mešane kritike, ali dobar deo ga priznaje kao solidan projekat.
Ujedno sa izlaskom albuma na iTunes-u, izašao je spot za uvodnu pesmu - "Pound (The Intro)"

### Sukob sa Horseshoe Gang
Dana 21. avgusta 2015. , na internet-radio emisiji, Hopsin, Jarren Benton i Dizzy su objavili da bi se borili protiv neke izdavačke kuće za pola miliona dolara. Pored Shady Records i drugih, izazvao je i Horseshoe Gang u kojoj se nalazi član Shady Records - Eminemova izdavačka kuća.
"Horseshoe Gang" je izbacio pesmu pod nazivom "Half A Meal" (pola obroka - igra reči na "half a mill" što znači pola miliona)
Par dana posle njih, Funk Volume je odgovorio sa pesmom nazvanom "Free Meal" (besplatan obrok) i u naslovu videa na YouTube su napisali "Horseshit Gang diss" (shoe - cipela, shit - govno/sranje)
Nakon samo dva sata, Horseshoe G. je odgovorio sa još jednom pesmom - "Same Day"

## Gluma
Pojavljivao se kao statista u raznim serijima kao što su "That's So Raven" i "Malcolm In The Middle", a od 2015. glumi sporednog lika Fatty B-a u seriji "Murder In The First".

## Spoljašnje veze
- Mediji vezani za članak Hopsin na Vikimedijinoj ostavi